# Popielarze (powiat wołomiński)
Popielarze – wieś w Polsce, w województwie mazowieckim, w powiecie wołomińskim, w gminie Radzymin. Leży nad Bugiem w pobliżu ujścia Bugu do Narwi. 
Do 2023 miejscowość była przysiółkiem wsi Nowe Załubice.
W latach 1975–1998 przysiółek administracyjnie należał do województwa warszawskiego.